# Unione Sportiva Cremonese 2015-2016
Questa voce raccoglie le informazioni riguardanti l'Unione Sportiva Cremonese nelle competizioni ufficiali della stagione 2015-2016.

## Stagione
Nella stagione 2015-2016 la Cremonese disputa il quarantaduesimo campionato di terza serie della sua storia, prendendo parte alla Lega Pro. Raccoglie 53 punti con il sesto posto finale nel girone A, che viene vinto dal Cittadella, unica squadra che sale in Serie B. Allenata per questa stagione da Fulvio Pea la squadra grigiorossa ottiene 23 punti nel girone di andata, poi dalla ventesima giornata, dopo sette partite senza vittorie, passa nelle mani dell'allenatore Fabio Rossitto, con lui nel girone di ritorno incassa 30 punti, ma conclude il campionato a 4 punti dai Play-off. Con 17 reti Andrea Brighenti vince la classifica marcatori del girone A. La Cremonese partecipa anche alla Coppa Italia Tim Cup ma esce nel primo turno, (0-0) con il Brescia, che vince poi (4-3) ai calci di rigore. Nella Coppa Italia di Lega Pro compie un po' più strada, nei sedicesimi di finale elimina (2-3) la Feralpisalò, negli ottavi di finale elimina l'Alessandria (2-1), nei quarti di finale esce dal torneo superata dal Cittadella (3-2) dopo i tempi supplementari.

## Divise e sponsor
Il fornitore ufficiale di materiale tecnico per la stagione 2015-2016 è Acerbis, mentre gli sponsor di maglia sono Iltainox (in casa) e Arinox (in trasferta), entrambi del Gruppo Arvedi.
| 1ª divisa | 2ª divisa | 3ª divisa | 1ª portiere | 2ª portiere | 3ª portiere |

## Organigramma societario
Area direttiva
- Presidente: Luigi Simoni
- Vicepresidente: Maurizio Ferraroni
- Consiglieri: Giovanni Benedini, Giuseppe Carletti, Bruno Guareschi, Costantino Vaia, Uberto Ventura e Roberto Zanchi
- Direttore generale: Stefano Giammarioli
- Segretario sportivo: Andrea Barbiani
- Responsabile amministrativo: Alberto Losi
- Responsabile marketing e comunicazione: Stefano Allevi

Area tecnica
- Team manager: Federico Dall'Asta
- Allenatore: Fabio Rossitto
- Allenatore in seconda: Andrea Deflorio
- Preparatore dei portieri: Luigi Turci
- Preparatore atletico: Fabio Munzone
- Recupero infortunati: Luca Palazzari

Settore giovanile
- Responsabile: Giovanni Bonavita

Area sanitaria
- Responsabile: Giovanni Bozzetti
- Fisioterapisti: Andrea Gualtieri, Samuele Ponzoni e Sandro Rivetti

## Rosa[3]
| N. |                    | Ruolo | Calciatore            |
| -- | ------------------ | ----- | --------------------- |
|    | Italia (bandiera)  | P     | Nicola Ravaglia       |
|    | Italia (bandiera)  | P     | Riccardo Galli        |
|    | Italia (bandiera)  | P     | Stefano Aiolfi        |
|    | Italia (bandiera)  | D     | Marco Briganti        |
|    | Italia (bandiera)  | D     | Dario Campagna        |
|    | Italia (bandiera)  | D     | Carlo Crialese        |
|    | Italia (bandiera)  | D     | Gianluigi Bianco      |
|    | Italia (bandiera)  | D     | Giovanni Formiconi    |
|    | Italia (bandiera)  | D     | Giacomo Gambaretti    |
|    | Italia (bandiera)  | D     | Davide Guglielmotti   |
|    | Italia (bandiera)  | D     | Ivan Marconi          |
|    | Italia (bandiera)  | D     | Fabio Eguelfi         |
|    | Italia (bandiera)  | D     | Michele Russo         |
|    | Italia (bandiera)  | D     | Walter Zullo          |
|    | Italia (bandiera)  | D     | Fabrizio Brignani     |
|    | Brasile (bandiera) | D     | Filipe Saraiva        |
|    | Polonia (bandiera) | D     | Sebastian Zieleniecki |
|    | Ghana (bandiera)   | C     | Gomis Kalagna         |
|    | Italia (bandiera)  | C     | Fabio Scarsella       |

| N. |                           | Ruolo | Calciatore                  |
| -- | ------------------------- | ----- | --------------------------- |
|    | Italia (bandiera)         | C     | Nicolò Bianchi              |
|    | Romania (bandiera)        | C     | Sergiu Suciu                |
|    | Senegal (bandiera)        | C     | N'Diaye Djiby               |
|    | Italia (bandiera)         | C     | Michele Moroni              |
|    | Italia (bandiera)         | C     | Ludovico Gargiulo           |
|    | Italia (bandiera)         | C     | Mario Pacilli               |
|    | Italia (bandiera)         | C     | Simone Pesce                |
|    | Italia (bandiera)         | C     | Riccardo Perpetuini         |
|    | Italia (bandiera)         | C     | Andrea Rosso                |
|    | Italia (bandiera)         | C     | Alessio Benedetti           |
|    | Costa d'Avorio (bandiera) | C     | Justin Nouman Kouatchoi     |
|    | Italia (bandiera)         | A     | Andrea Brighenti (capitano) |
|    | Italia (bandiera)         | A     | Nicola Ciccone              |
|    | Italia (bandiera)         | A     | Pasquale Maiorino           |
|    | Italia (bandiera)         | A     | Simone Magnaghi             |
|    | Italia (bandiera)         | A     | Marco Sansovini             |
|    | Italia (bandiera)         | A     | Francesco Forte             |
|    | Nigeria (bandiera)        | A     | Chinaecherem Ibe            |
|    | Algeria (bandiera)        | A     | Abed Haouhache              |

## Calciomercato

### Sessione estiva
| Acquisti | Acquisti                         | Acquisti       | Acquisti      |
| R.       | Nome                             | da             | Modalità      |
| -------- | -------------------------------- | -------------- | ------------- |
| P        | Nicola Ravaglia                  | Parma          | definitivo    |
| D        | Filipe Alberto Bernardes Saraiva | Juventus       | prestito      |
| D        | Fabio Eguelfi                    | Inter          | prestito      |
| D        | Giovanni Formiconi               | Grosseto       | definitivo    |
| D        | Davide Guglielmotti              | Pro Patria     | definitivo    |
| D        | Ivan Lanzi                       | Pro Sesto      | fine prestito |
| D        | Ivan Marconi                     | Savona         | definitivo    |
| D        | Michele Russo                    | Virtus Entella | definitivo    |
| D        | Walter Zullo                     | Südtirol       | definitivo    |
| C        | Alessio Benedetti                | Cittadella     | definitivo    |
| C        | Nicolò Bianchi                   | Novara         | definitivo    |
| C        | Lorenzo Degeri                   | Lucchese       | fine prestito |
| C        | N'Diaye Djiby                    | Chievo         | prestito      |
| C        | Ludovico Gargiulo                | Empoli         | prestito      |
| C        | Michele Moroni                   | Parma          | definitivo    |
| C        | Mattia Nardi                     | Aurora Seriate | fine prestito |
| C        | Andrea Rosso                     | Pavia          | definitivo    |
| C        | Riccardo Perpetuini              | Lazio          | definitivo    |
| A        | Francesco Forte                  | Inter          | prestito      |
| A        | Simone Magnaghi                  | Atalanta       | prestito      |
| A        | Daniele Mascolo                  | Pro Piacenza   | fine prestito |
| A        | Pasquale Maiorino                | Torres         | definitivo    |
| A        | Dany Mota Carvalho               | Pétange        | definitivo    |

| Cessioni | Cessioni              | Cessioni           | Cessioni      |
| R.       | Nome                  | a                  | Modalità      |
| -------- | --------------------- | ------------------ | ------------- |
| P        | Nicholas Battaiola    | Ciliverghe Mazzano | prestito      |
| P        | Paolo Quaini          | Grumellese         | svincolato    |
| D        | Alessandro Bassoli    | Südtirol           | fine prestito |
| D        | Paolo Castellini      | Brescia            | definitivo    |
| D        | Alessandro Favalli    | Padova             | fine prestito |
| D        | Ivan Lanzi            | Pergolettese       | prestito      |
| D        | Luca Marongiu         |                    | svincolato    |
| D        | Rubén Palomeque       | Paganese           | fine prestito |
| C        | Lucas Finazzi         | Melfi              | fine prestito |
| C        | Abderazzak Jadid      | Virtus Entella     | definitivo    |
| C        | Simone Palermo        | Virtus Entella     | definitivo    |
| C        | Alessandro Marchi     | Pavia              | definitivo    |
| C        | Mattia Nardi          | Pontisola          | definitivo    |
| C        | Lorenzo Degeri        | Pro Patria         | prestito      |
| A        | Federico Di Francesco | Virtus Lanciano    | fine prestito |
| A        | Radoslav Kirilov      | Südtirol           | fine prestito |
| A        | Rey Manaj             | Inter              | prestito      |
| A        | Daniele Mascolo       | Voluntas Spoleto   | svincolato    |
| A        | Riccardo Pasi         | Imolese            | svincolato    |
| A        | Dany Mota Carvalho    | Virtus Entella     | prestito      |

### Sessione invernale(dal 04/01 all'1/02)
| Acquisti | Acquisti         | Acquisti  | Acquisti   |
| R.       | Nome             | da        | Modalità   |
| -------- | ---------------- | --------- | ---------- |
| D        | Gianluigi Bianco | Benevento | prestito   |
| C        | Sergiu Suciu     | Torino    | prestito   |
| C        | Simone Pesce     | Novara    | definitivo |
| C        | Fabio Scarsella  | Catania   | definitivo |
| A        | Marco Sansovini  | Pescara   | prestito   |

| Cessioni | Cessioni               | Cessioni             | Cessioni   |
| R.       | Nome                   | a                    | Modalità   |
| -------- | ---------------------- | -------------------- | ---------- |
| D        | Sebastian Zieleniecki  |                      | svincolato |
| D        | Dario Campagna         |                      | svincolato |
| D        | Fabrizio Brignani      | Bologna              | prestito   |
| D        | Fabio Eguelfi          | Prato                | prestito   |
| C        | Ludovico Gargiulo      | Pistoiese            | prestito   |
| C        | Alessio Benedetti      | Arezzo               | prestito   |
| C        | Gelucson Gomis Kalagna | Pro Piacenza         | prestito   |
| C        | N'Diaye Djiby          | Lupa Castelli Romani | prestito   |
| C        | Riccardo Perpetuini    | Mantova              | definitivo |
| A        | Francesco Forte        | Teramo               | prestito   |

## Risultati

### Campionato

#### Girone d'andata
| Arbitro: | Giua (Pisa) |

|             |           |                  |
| Candido 24’ | Marcatori | 84’ A. Brighenti |

| Arbitro: | Rossi (Rovigo) |

|                  |           |  |
| A. Brighenti 50’ | Marcatori |  |

| Alessandria 19 settembre 2015, ore 20:30 CEST 3ª giornata | Alessandria       | 0 – 0 referto | Cremonese | Stadio Giuseppe Moccagatta (2.375 spett.)\| Arbitro: \| Piccinini (Forlì) \| |
| Arbitro:                                                  | Piccinini (Forlì) |               |           |                                                                              |

| Arbitro: | Perotti (Legnano) |

|                                            |           |                                     |
| A. Brighenti 10’ Maiorino 43’ F. Forte 90’ | Marcatori | 49’ Anastasi 51’ Carini 86’ Ruopolo |

| Arbitro: | Balice (Termoli) |

|  |           |                    |
|  | Marcatori | 90’ (rig.) Pinardi |

| Arbitro: | Viotti (Tivoli) |

|               |           |              |
| Mandorlini 8’ | Marcatori | 74’ F. Forte |

| Arbitro: | Schirru (Nichelino) |

|                                |           |  |
| N. Bianchi 7’ A. Brighenti 90’ | Marcatori |  |

| Arbitro: | Guccini (Albano Laziale) |

|           |           |  |
| Mogos 15’ | Marcatori |  |

| Arbitro: | Sassoli (Arezzo) |

|                    |           |               |
| Brighenti 20’, 51’ | Marcatori | 68’ Monticone |

| Arbitro: | Zingarelli (Siena) |

|  |           |              |
|  | Marcatori | 69’ Maiorino |

| Arbitro: | Lacagnina (Caltanissetta) |

|              |           |              |
| F. Forte 18’ | Marcatori | 60’ Altinier |

| Arbitro: | Rabilotta (Sala Consilina) |

|  |           |                  |
|  | Marcatori | 60’ A. Brighenti |

| Arbitro: | Di Gioia (Nola) |

|                    |           |                  |
| Gliozzi 74’ (rig.) | Marcatori | 61’ A. Brighenti |

| Arbitro: | Giovani (Grosseto) |

|                  |           |           |
| A. Brighenti 90’ | Marcatori | 66’ Pinto |

| Arbitro: | Provesi (Treviglio) |

|                    |           |  |
| M. D'Alessandro 1’ | Marcatori |  |

| Arbitro: | Prontera (Bologna) |

|  |           |              |
|  | Marcatori | 83’ Paolucci |

| Cuneo 10 gennaio 2016, ore 14:00 CET 17ª giornata | Cuneo                  | 0 – 0 referto | Cremonese | Stadio Fratelli Paschiero (500 spett.)\| Arbitro: \| Marchetti (Ostia Lido) \| |
| Arbitro:                                          | Marchetti (Ostia Lido) |               |           |                                                                                |

#### Girone di ritorno
| Arbitro: | Di Martino (Teramo) |

|                 |           |          |
| A. Brighenti 5’ | Marcatori | 90’ Davì |

| Pavia 24 gennaio 2016 19ª giornata | Pavia          | 0 – 0 referto | Cremonese | Stadio Pietro Fortunati (1.210 spett.)\| Arbitro: \| Curti (Milano) \| |
| Arbitro:                           | Curti (Milano) |               |           |                                                                        |

| Arbitro: | Pillitteri (Palermo) |

|                            |           |           |
| Sansovini 13’ Maiorino 49’ | Marcatori | 24’ Nicco |

| Arbitro: | Candeo (Este) |

|  |           |                                  |
|  | Marcatori | 9’ (aut.) Perpetuini 60’ Pacilli |

| Arbitro: | D'Apice (Arezzo) |

|                                          |           |                      |
| Tortori 20’ Maracchi 24’, 56’ Guerra 35’ | Marcatori | 9’, 42’ A. Brighenti |

| Arbitro: | Bertani (Pisa) |

|  |           |                                   |
|  | Marcatori | 26’ Cattaneo 45+3’ (rig.) Stefani |

| Arbitro: | Boggi (Salerno) |

|  |           |               |
|  | Marcatori | 50’ Sansovini |

| Arbitro: | Annaloro (Collegno) |

|                 |           |                 |
| Pacilli 3’, 78’ | Marcatori | 83’ (rig.) Arma |

| Arbitro: | Piccinini (Forlì) |

|                                        |           |               |
| Zullo 68’ (aut.) Bacio Terracino 90+4’ | Marcatori | 11’ Sansovini |

| Arbitro: | Camplone (Pescara) |

|                  |           |  |
| A. Brighenti 38’ | Marcatori |  |

| Arbitro: | Paterna (Teramo) |

|                         |           |                  |
| Sbraga 6’ Baldassin 24’ | Marcatori | 35’ A. Brighenti |

| Arbitro: | Andreini (Forlì) |

|                           |           |  |
| Scarsella 3’ Magnaghi 23’ | Marcatori |  |

| Arbitro: | Pietropaolo (Modena) |

|                           |           |             |
| Maiorino 5’ Sansovini 67’ | Marcatori | 69’ A. Fink |

| Arbitro: | Nicoletti (Catanzaro) |

|                      |           |                  |
| Perico 29’ Bruno 68’ | Marcatori | 51’ A. Brighenti |

| Arbitro: | Sprezzola (Mestre) |

|                                |           |  |
| A. Brighenti 32’ Scarsella 72’ | Marcatori |  |

| Arbitro: | Maggioni (Lecco) |

|                               |           |                                          |
| Litteri 7’, 17’ Schenetti 53’ | Marcatori | 20’ Scarsella 65’ Sansovini 69’ Maiorino |

| Arbitro: | Cipriani (Empoli) |

|                                |           |                       |
| Sansovini 60’ A. Brighenti 67’ | Marcatori | 83’ (rig.) G. Cavalli |

### Coppa Italia
| Arbitro: | Mainardi (Bergamo) |

|                                            |                      |                                                |
| Somma Mazzitelli Camilli Kupisz Dall'Oglio | Tiri di rigore 4 – 3 | A. Brighenti Moroni Magnaghi Gargiulo Crialese |

### Coppa Italia Lega Pro
| Arbitro: | Guarino (Caltanissetta) |

|                |           |                                  |
| Guerra 3’, 11’ | Marcatori | 27’ Magnaghi 33’ Djiby 38’ Zullo |

| Arbitro: | Bichisecchi (Livorno) |

|                   |           |            |
| Magnaghi 26’, 75’ | Marcatori | 41’ Terigi |

| Arbitro: | Balice (Termoli) |

|                              |           |                                       |
| Coralli 56’, 98’ Fasolo 103’ | Marcatori | 35’ (rig.) Magnaghi 118’ A. Brighenti |

## Statistiche

### Statistiche di squadra
| Competizione          | Punti            | In casa | In casa | In casa | In casa | In casa | In casa | In trasferta | In trasferta | In trasferta | In trasferta | In trasferta | In trasferta | Totale | Totale | Totale | Totale | Totale | Totale | D.R. |
| Competizione          | Punti            | G       | V       | N       | P       | Gf      | Gs      | G            | V            | N            | P            | Gf           | Gs           | G      | V      | N      | P      | Gf     | Gs     | D.R. |
| --------------------- | ---------------- | ------- | ------- | ------- | ------- | ------- | ------- | ------------ | ------------ | ------------ | ------------ | ------------ | ------------ | ------ | ------ | ------ | ------ | ------ | ------ | ---- |
| Campionato            | 53               | 17      | 10      | 4       | 3       | 24      | 15      | 17           | 4            | 7            | 6            | 16           | 18           | 34     | 14     | 11     | 9      | 40     | 33     | +7   |
| Coppa Italia          | primo turno      | –       | –       | –       | –       | –       | –       | 1            | 0            | 1            | 0            | 0            | 0            | 1      | 0      | 1      | 0      | 0      | 0      | 0    |
| Coppa Italia Lega Pro | quarti di finale | 1       | 1       |         |         | 2       | 1       | 2            | 1            |              | 1            | 5            | 5            | 3      | 2      |        | 1      | 7      | 6      | +1   |
| Totale                | 53               | 18      | 11      | 4       | 3       | 26      | 16      | 20           | 5            | 8            | 7            | 21           | 23           | 38     | 16     | 12     | 9      | 47     | 39     | +8   |

### Statistiche dei giocatori
| Giocatore       | Lega Pro | Lega Pro | Lega Pro    | Lega Pro   | Coppa Italia | Coppa Italia | Coppa Italia | Coppa Italia | Coppa Italia Lega Pro | Coppa Italia Lega Pro | Coppa Italia Lega Pro | Coppa Italia Lega Pro | Totale   | Totale | Totale      | Totale     |
| Giocatore       | Presenze | Reti     | Ammonizioni | Espulsioni | Presenze     | Reti         | Ammonizioni  | Espulsioni   | Presenze              | Reti                  | Ammonizioni           | Espulsioni            | Presenze | Reti   | Ammonizioni | Espulsioni |
| --------------- | -------- | -------- | ----------- | ---------- | ------------ | ------------ | ------------ | ------------ | --------------------- | --------------------- | --------------------- | --------------------- | -------- | ------ | ----------- | ---------- |
| A. Benedetti    | 6        | 0        | 1           | 0          | -            | -            | -            | -            | -                     | -                     | -                     | -                     | 6        | 0      | 1           | 0          |
| N. Bianchi      | 9        | 1        | 1           | 0          | 1            | 0            | 0            | 0            | -                     | -                     | -                     | -                     | 10       | 1      | 1           | 0          |
| M. Briganti     | 6        | 0        | 1           | 0          | 1            | 0            | 0            | 0            | -                     | -                     | -                     | -                     | 7        | 0      | 1           | 0          |
| A. Brighenti    | 9        | 6        | 1           | 0          | 1            | 0            | 0            | 0            | -                     | -                     | -                     | -                     | 10       | 6      | 1           | 0          |
| C. Crialese     | 9        | 0        | 3           | 0          | 1            | 0            | 0            | 0            | -                     | -                     | -                     | -                     | 10       | 0      | 3           | 0          |
| N. Djiby        | 3        | 0        | 0           | 2          | -            | -            | -            | -            | -                     | 1                     | -                     | -                     | 3        | 1      | 0           | 2          |
| F. Eguelfi      | -        | -        | -           | -          | 1            | 0            | 0            | 0            | -                     | -                     | -                     | -                     | 1        | 0      | 0           | 0          |
| G. Formiconi    | 6        | 0        | 0           | 0          | 1            | 0            | 0            | 0            | -                     | -                     | -                     | -                     | 7        | 0      | 0           | 0          |
| F. Forte        | 9        | 2        | 0           | 0          | 1            | 0            | 0            | 0            | -                     | -                     | -                     | -                     | 10       | 2      | 0           | 0          |
| R. Galli        | -        | -        | -           | -          | -            | -            | -            | -            | 1                     | -2                    | -                     | -                     | 1        | -2     | -           | -          |
| G. Gambaretti   | 1        | 0        | 0           | 0          | -            | -            | -            | -            | -                     | -                     | -                     | -                     | 1        | 0      | 0           | 0          |
| L. Gargiulo     | -        | -        | -           | -          | 1            | 0            | 0            | 0            | -                     | -                     | -                     | -                     | 1        | 0      | 0           | 0          |
| D. Guglielmotti | 7        | 0        | 3           | 0          | 1            | 0            | 0            | 0            | -                     | -                     | -                     | -                     | 8        | 0      | 3           | 0          |
| G. Kalagna      | -        | -        | -           | -          | 1            | 0            | 0            | 0            | -                     | -                     | -                     | -                     | 1        | 0      | 0           | 0          |
| S. Magnaghi     | 6        | 0        | 0           | 0          | 1            | 0            | 0            | 0            | -                     | 1                     | -                     | -                     | 7        | 1      | 0           | 0          |
| P. Maiorino     | 8        | 1        | 0           | 0          | -            | -            | -            | -            | -                     | -                     | -                     | -                     | 8        | 1      | 0           | 0          |
| I. Marconi      | 5        | 0        | 2           | 0          | 1            | 0            | 1            | 0            | -                     | -                     | -                     | -                     | 6        | 0      | 3           | 0          |
| M. Moroni       | 1        | 0        | 0           | 0          | 1            | 0            | 0            | 0            | -                     | -                     | -                     | -                     | 2        | 0      | 0           | 0          |
| R. Perpetuini   | 5        | 0        | 0           | 0          | -            | -            | -            | -            | -                     | -                     | -                     | -                     | 5        | 0      | 0           | 0          |
| N. Ravaglia     | 9        | -8       | 0           | 0          | 1            | 0            | 0            | 0            | -                     | -                     | -                     | -                     | 10       | -8     | 0           | 0          |
| A. Rosso        | 9        | 0        | 4           | 0          | -            | -            | -            | -            | -                     | -                     | -                     | -                     | 9        | 0      | 4           | 0          |
| M. Russo        | 8        | 0        | 1           | 0          | -            | -            | -            | -            | -                     | -                     | -                     | -                     | 8        | 0      | 1           | 0          |
| W. Zullo        | 8        | 0        | 3           | 0          | 1            | 0            | 0            | 0            | -                     | 1                     | -                     | -                     | 9        | 1      | 3           | 0          |